# 히가시아사히카와역
히가시아사히카와역(일본어: 東旭川駅)은 일본 홋카이도 아사히카와시에 위치한 홋카이도 여객철도 세키호쿠 본선의 철도역이다. 역 번호는 A32이며, 상대식 승강장 2면 2선의 구조를 갖춘 지상역이다.

## 역 주변
- 아사히카와 시청 히가시아사히카와 지소
- 아사히카와 신용금고 히가시아사히카와 지점
- 히가시아사히카와 농업협동조합 (JA 히가시아사히카와)
- HBC 홋카이도 방송 아사히카와 방송국
- STV 삿포로 TV 방송 아사히카와 방송국
- 아사히카와 진자
- 아사히야마 동물원

## 역사
- 1922년 11월 4일 : 일본국유철도의 히가시아사히가와 역으로서 개업.
- 1980년 10월 1일 : 이 역으로부터 소야 본선의 기타아사히카와역에 이르는 화물 지선이 개통.
- 1984년
  - 2월 1일 : 화물 · 하물의 취급을 폐지.
  - 11월 10일 : CTC 도입 · 제2차 합리화에 수반해, 무인화.
- 1986년 11월 1일 : 화물지선 폐지.
- 1987년 4월 1일 : 일본국유철도 분할 민영화에 의해 홋카이도 여객철도가 승계.
- 1988년 3월 13일 : 역명의 읽기를 '히가시아사히카와 역'으로 변경. 아사히카와역 · 신아사히카와역과 동시에 변경.

## 인접 역
| 세키호쿠 본선                        | 세키호쿠 본선   | 세키호쿠 본선                |
| ------------------------------------ | --------------- | ---------------------------- |
| 미나미나가야마 A31 신아사히카와 방면 | ■ 세키호쿠 본선 | 사쿠라오카 A34 아바시리 방면 |